# Aeropuertos Argentina
Aeropuertos Argentina ist eine Flughafen-Betreibergesellschaft in Argentinien mit Hauptsitz in Buenos Aires.
AA2000 wurde im Jahr 1998 als privat geführte Gesellschaft gegründet und betreibt und verwaltet zurzeit 33 Flughäfen. Mit mehr als 2.000 Mitarbeitern zählt die Firmengruppe zu den größten privaten Flughafenbetreibern der Welt.

## Anteilseigner
- Corporación América S.A., 45,90 %
- Corporación América Sudamericana S.A, 29,75 %
- Estado Nacional Argentino, 15 %
- Societá per Azioni Esercizi Aeroportuali S.E.A., 8,50 %
- RIVA SAICFyA,	0,85 %

## Flughäfen
Folgende Flughäfen werden von Aeropuertos Argentina 2000 betrieben:
- Flughafen Buenos Aires-El Palomar
- Flughafen Buenos Aires-Ezeiza
- Flughafen Buenos Aires-Jorge Newbery
- Flughafen Bariloche
- Flughafen Catamarca
- Flughafen Comodoro Rivadavia
- Flughafen Córdoba
- Flughafen Esquel
- Flughafen Formosa
- Flughafen General Pico
- Flughafen Puerto Iguazú
- Flughafen Jujuy
- Flughafen La Rioja
- Flughafen Malargüe
- Flughafen Mar del Plata
- Flughafen Mendoza
- Flughafen Paraná
- Flughafen Posadas
- Flughafen Puerto Madryn
- Flughafen Reconquista
- Flughafen Resistencia
- Flughafen Río Cuarto
- Flughafen Río Gallegos
- Flughafen Río Grande
- Flughafen Salta
- Flughafen San Fernando
- Flughafen San Juan
- Flughafen San Luis
- Flughafen San Rafael
- Flughafen Santa Rosa
- Flughafen Santiago del Estero
- Flughafen Termas de Río Hondo
- Flughafen Tucúman
- Flughafen Viedma